# Marina Rinaldi
Marina Rinaldi è una casa di moda italiana specializzata nella creazione di capi di abbigliamento femminili oltre la taglia 46 e appartenente alla holding Max Mara Fashion Group.

## Storia
Il marchio Marina Rinaldi nasce nel 1980 e prende il proprio nome dalla bisnonna del presidente fondatore del Max Mara Fashion Group, il cavaliere Achille Maramotti , la quale a fine ottocento gestiva un atelier di sartoria nella città di Reggio Emilia.
Il brand fa riferimento al segmento di mercato delle taglie comode.

## Le linee della collezione
Negli anni si sono susseguite differenti collezioni:
- 1982: Giorno, abiti in stile formale e metropolitano; Elegante, per la sera, la cerimonia e le occasioni importanti e Accessori, scarpe, stivali, borse e sciarpe.
- 1984: Sport, collezione giovane pensata per il tempo libero
- 1994: Blue Label, con pezzi base per ogni stagione
- 1998: Voyage, capi da viaggio comodi e in tessuti tecnici
- 2008: Luxury: collezione di cappotti e mantelli in materiali preziosi, realizzati in Italia, con dettagli e finiture fatte a mano.
- 2009: Soul: capi in fibre naturali tinte con un procedimento a freddo, a basso impatto ambientale
- 2011: MR Denim Collection: la collezione dedicata al jeans. 7 fit per 7 vestibilità diverse.

## Campagne pubblicitarie e testimonial
Il progetto di comunicazione Marina Rinaldi ha inizio nel 1981, con la direzione artistica di Emanuele Pirella, attraverso lo sviluppo di un preciso concept comunicativo: presentare la nascita di una linea di abbigliamento in grado di rispondere alle esigenze di donne fino ad allora ritenute trascurate dalla moda e dagli stilisti.
Marina Rinaldi introduce come payoff l'espressione “Taglie Comode”, sostituendola al tradizionale “taglie forti” o “conformate”.
Davanti agli obiettivi di numerosi fotografi di moda, tra cui Peter Lindbergh, Patrick Demarchelier e Arthur Elgort, sfilano di anno in anno: Rosemary Mc Grotha, la prima a prestare il volto alla maison a partire dalla stagione AI ‘96; India Hicks, dall'AI '98 all'AI 2000; Isabelle Townsed dalla PE '01 all'AI '01; Carré Otis dalla PE '02 all'AI '03; Peekie nell'AI '08 e Kate Dillon, interprete del brand fino alla stagione PE 2008 e poi nuovamente nella campagna PE '09.
Dall'autunno 2009, la nuova testimonial di Marina Rinaldi è Tatjana Patitz.
Per la collezione MR Denim collection, testimonial è Crystal Renn.

## MR Characters
Negli anni Novanta, Marina Rinaldi decide di presentare il proprio lifestyle attraverso un fashion magazine realizzato come un vero e proprio progetto editoriale.
Nasce così nel 1991 MR Characters, house organ del brand dedicato alle esigenze delle donne curvy. Il primo numero di questo semestrale gratuito è stato distribuito nel 1992 presso i punti vendita Marina Rinaldi del mondo, con una tiratura di 450 000 copie, ed è stato tradotto in inglese, francese e spagnolo.